# MAJC
MAJC (англ. Microprocessor Architecture for Java Computing) — многоядерный многопоточный микропроцессор, разработанный компанией Sun Microsystems в первой половине 1990-х годов. MAJC использует архитектуру VLIW («очень длинная машинная команда»). Изначально процессор носил название UltraJava, так как был нацелен на исполнение программ, написанных на Java. Впоследствии Sun отказалась от разработки MAJC.

## Реализации
На основе MAJC был выпущен только один процессор: 2-ядерный MAJC 5200, который применялся в графических картах Sun XVR-1000 и XVR-4000. Несмотря на то, что MAJC не стал успешным коммерческим продуктом, идеи, положенные в его основу, были позднее развиты в микропроцессорах SPARC, в особенности в UltraSPARC T1.